# Kreis 11 (Stadt Zürich)
Der Kreis 11 ist der nördlichste und mit 75'344 Personen (Stand 2018) der bevölkerungsreichste Stadtkreis der Stadt Zürich. Er umfasst die 1934 in die Stadt eingemeindeten Quartiere Oerlikon, Seebach und Affoltern. Die im Glattal liegenden Stadtkreise 11 und 12 werden zusammen oft auch als Zürich Nord bezeichnet.

## Geschichte
Der Kreis 11 ist im Rahmen der zweiten Eingemeindung von 1934 entstanden. Ursprünglich umfasste der Kreis 11 die ehemaligen Gemeinden Affoltern, Oerlikon, Seebach und Schwamendingen, also alle vier eingemeindeten Gemeinden des Glatttals. Anlässlich einer Revision der Stadtkreise wurde Schwamendingen 1971 in einen eigenen, neu geschaffenen Kreis 12 umgeteilt und vom Statistischen Amt der Stadt Zürich am Reissbrett in drei Quartiere unterteilt. Für das Gebiet der Stadt Zürich gilt seither administrativ unverändert die Einteilung von 1971.

## Bevölkerungsentwicklung des Stadtkreises
Quelle:Statistik & Daten: Kreis 11